# Son Seung-won
Son Seung-won, né le 29 juin 1990, est un acteur sud-coréen. Il incarne le rôle de Im Sung-min dans la série télévisée Hello, My Twenties en 2016, puis l'un des rôles principaux de la série télévisée Welcome to Waikiki en 2018.

## Filmographie

### Cinéma
- 2011 : Glove Park : Choong-nam

### Séries télévisées
- 2014 : Drama Special – We All Cry Differently : Ryu Ji-han
- 2014-2015 : Sweet Secret : Han Jin-woo
- 2014-2015 : Healer : Kim Moon-sik
- 2015 : Hello Monster : Choi Eun-bok
- 2016 : My Lawyer, Mr. Jo : Byun Seung-mo
- 2016-2017 : Hello, My Twenties : Im Sung-min
- 2016-2017 : Person Who Gives Happiness : Lee Gun-woo
- 2018 : Welcome to Waikiki : Bong Doo-sik